# Chérancé (Sarthe)
Chérancé és un municipi francès situat al departament del Sarthe i a la regió de País del Loira. L'any 2007 tenia 384 habitants.

## Demografia

### Població
El 2007 la població de fet de Chérancé era de 384 persones. Hi havia 156 famílies de les quals 52 eren unipersonals (28 homes vivint sols i 24 dones vivint soles), 52 parelles sense fills, 40 parelles amb fills i 12 famílies monoparentals amb fills.
La població ha evolucionat segons el següent gràfic:
Habitants censats

### Habitatges
El 2007 hi havia 203 habitatges, 164 eren l'habitatge principal de la família, 18 eren segones residències i 21 estaven desocupats. 185 eren cases i 18 eren apartaments. Dels 164 habitatges principals, 113 estaven ocupats pels seus propietaris, 50 estaven llogats i ocupats pels llogaters i 1 estava cedit a títol gratuït; 2 tenien una cambra, 17 en tenien dues, 26 en tenien tres, 58 en tenien quatre i 61 en tenien cinc o més. 142 habitatges disposaven pel capbaix d'una plaça de pàrquing. A 76 habitatges hi havia un automòbil i a 67 n'hi havia dos o més.

### Piràmide de població
La piràmide de població per edats i sexe el 2009 era:
| Homes | Edats   | Dones |
| ----- | ------- | ----- |
| 0     | 95 o +  | 0     |
| 0     | 90 a 94 | 0     |
| 4     | 85 a 89 | 12    |
| 0     | 80 a 84 | 8     |
| 4     | 75 a 79 | 8     |
| 8     | 70 a 74 | 4     |
| 8     | 65 a 69 | 20    |
| 8     | 60 a 64 | 8     |
| 8     | 55 a 59 | 4     |
| 12    | 50 a 54 | 8     |
| 16    | 45 a 49 | 0     |
| 20    | 40 a 44 | 16    |
| 12    | 35 a 39 | 8     |
| 16    | 30 a 34 | 16    |
| 12    | 25 a 29 | 20    |
| 4     | 20 a 24 | 12    |
| 16    | 15 a 19 | 12    |
| 8     | 10 a 14 | 8     |
| 20    | 5 a 9   | 8     |
| 16    | 0 a 4   | 12    |

## Economia
El 2007 la població en edat de treballar era de 245 persones, 184 eren actives i 61 eren inactives. De les 184 persones actives 155 estaven ocupades (84 homes i 71 dones) i 29 estaven aturades (17 homes i 12 dones). De les 61 persones inactives 28 estaven jubilades, 11 estaven estudiant i 22 estaven classificades com a «altres inactius».

### Ingressos
El 2009 a Chérancé hi havia 163 unitats fiscals que integraven 395 persones, la mediana anual d'ingressos fiscals per persona era de 14.114 €.

### Activitats econòmiques
Dels 5 establiments que hi havia el 2007, 1 era d'una empresa extractiva, 2 d'empreses alimentàries, 1 d'una empresa de comerç i reparació d'automòbils i 1 d'una empresa de serveis.
L'únic establiment comercial que hi havia el 2009 era una fleca.
L'any 2000 a Chérancé hi havia 18 explotacions agrícoles que ocupaven un total de 960 hectàrees.

## Equipaments sanitaris i escolars
El 2009 hi havia una escola elemental integrada dins d'un grup escolar amb les comunes properes formant una escola dispersa.

## Poblacions més properes
El següent diagrama mostra les poblacions més properes.